# For the Emperor
Pour plus de détails, voir Fiche technique et Distribution.
For the Emperor (hangeul : 황제를 위하여, RR : Hwangjereul wihayeo) est un film noir sud-coréen réalisé par Park Sang-jun, sorti en 2014.

## Synopsis
Lee Hwan est un joueur de baseball prometteur jusqu'au jour où sa carrière est brisée brutalement par une affaire de match truqué. Alors qu'il perd tout, il rencontre Sang-Ha ; ce dernier l'emploie comme homme de main dans son entreprise, Emperor Capital, la plus grande société de prêt implantée à Busan. Fasciné par l'argent et le pouvoir, Lee Hwan tombe dans l'engrenage de la violence, au risque de tout perdre...

## Fiche technique
- Titre : For the Emperor
- Titre original : 황제를 위하여 (Hwangjereul wihayeo)
- Réalisation : Park Sang-jun
- Scénario : ?
- Musique : Dalparan
- Costumes : Son Na-ri
- Montage : Kim Chang-ju, Park Gyeong-suk
- Production : Lee Tae-hun
- Société de production : Opus Pictures
- Société de distribution : Next Entertainment World, United Pictures
- Pays d'origine :  Corée du Sud
- Langue originale : coréen
- Genre : Néo-noir[1], thriller, action, drame
- Durée : 115 minutes
- Date de sortie :
  -  Corée du Sud : 12 juin 2014

## Distribution
- Lee Min-ki : Lee Hwan
- Park Sung-woong : Jeong Sang-ha
- Lee Tae-im : Cha Yeon-soo
- Kim Jong-gu : Han-deuk
- Jeong Heung-chae : Straw cutter
- Lee Jae-won : Kyeong-soo
- Lee Yoo-joon
- Han Jae-young